# Eriocaulon ozense
Eriocaulon ozense är en gräsväxtart som beskrevs av Tetsuo Michael Koyama. Eriocaulon ozense ingår i släktet Eriocaulon och familjen Eriocaulaceae. Inga underarter finns listade i Catalogue of Life.